# Miathyria marcella
Miathyria marcella ist eine Libellenart aus der Unterfamilie Pantalinae. Sie kommt im Süden der USA bis ins südliche Argentinien vor. Auch auf den Westindischen Inseln ist die Art vertreten.

## Merkmale

### Bau der Imago
Das Tier erreicht eine Länge von 35 bis 41 Millimetern, wovon 21 bis 27 Millimeter auf das Abdomen entfallen.
Junge Miathyria marcella haben eine zuerst bräunliche Frons, die sich mit dem Ausfärben in einen metallischen Blau- beziehungsweise Violettton wandelt. Die Komplexaugen sind rötlich braun. Der Thorax ist braun mit zwei helleren seitlichen Streifen. Mit dem Violettfärben der Männchen im Alter werden diese Streifen immer undeutlicher. Das Abdomen ist gelblich orange mit einem schwarzen Streifen in der Mitte des Rückens.
Die Hinterflügel sind zwischen 27 und 34 Millimeter lang und weisen an der Basis einen braunen Fleck auf. Im Bereich dieses Fleckes ist die Flügeladerung gelblich rot. Der Rest des Flügels ist durchsichtig. Im Vorderflügel hat das Tier zudem sieben, im Hinterflügel vier Antenodaladern. Die Beine sind dunkelbraun.

### Bau der Larve
Die ausgewachsene Larve von M. marcella erreicht eine Länge zwischen 16,5 und 17,5 Millimetern. Davon entfallen etwa 9,5 Millimeter auf das Abdomen. Die Breite des bräunlichen Abdomens liegt bei fünf Millimetern. Die Flügelscheide reicht bis zum siebten Segment und auf den Segmenten vier bis acht befinden sich dorsale Dornen. Auch auf dem dritten Segment ist teilweise ein winziger Hacken zu erkennen. Insgesamt nimmt die Größe der Spikes nach hinten hin zu. Auf dem achten und neunten Segment befinden sich zudem laterale Dornen.
Der hintere Femur ist 4,5 Millimeter lang. Außerdem befinden sich am Apex der Femora aller Beine zwei dunklere Ringe. Der Kopf ist fünf Millimeter breit und durch die an den vorderen Ecken sitzenden Komplexaugen stark abgerundet. Das Labium besitzt jeweils sieben Borsten lateral und auf dem Mentum. Auf dem Mentum befinden sich außerdem drei bis vier kleinere Borsten.

## Ähnliche Arten
Insbesondere Vertreter der Gattung Tramea ähneln M. marcella stark. Diese können aber durch ihre beträchtlichere Größe unterschieden werden.

## Beschreibungen
Erstmals beschrieben wurde die Art im Jahre 1857 unter dem Namen Libellula marcella durch Edmond de Sélys-Longchamps anhand eines heute verschollenen Männchens aus Brasilien. Eine weitere Beschreibung lieferte Hermann August Hagen 1861 auf Grundlage eines kubanischen Exemplars unter dem Namen Tramea simplex. Erst 1913 erkannte Ris die Synonymie.

## Weblink
- Miathyria marcella in der Roten Liste gefährdeter Arten der IUCN 2013.2. Eingestellt von: Paulson, D. R., 2007. Abgerufen am 3. März  2014.